# Agalloch
Agalloch je bio američki heavy metal sastav osnovan 1995. u Portlandu. Vodio ga je pjevač, gitarist i bubnjar John Haughm. Do danas je sastav objavio pet studijskih albuma, četiri EP-a, dva singla, jedan split singl, dva demoizdanja, četiri kompilacije i jedan koncertni videoalbum.

## Povijest

### Osnivanje i rane godine (1995. – 1997.)
Nazvan prema smoli drveta aloje (Aquilaria agallocha), Agalloch 1995. godine osnivaju John Haughm i klavijaturist Shane Breyer. Početkom 1996. duo započinje sa skladanjem glazbenog materijala. Gitarist Don Anderson priključuje se sastavu u ljeto iste godine kako bi dodatno obradio pjesme koje su potom bile snimljene u jesen iste godine. Te pjesme završile su na prvom demouratku sastava From Which of This Oak. Ovo je glazbeno izdanje pokazivalo izrazit utjecaj black metala te je uključivalo glazbeni materijal koji će se u različitim oblicima pojaviti i na predstojećim albumima sastava. Ubrzo nakon objave dema sastavu se priključuje basist Jason William Walton.

### Pale FolkloreiOf Stone, Wind, and Pillor(1998. – 2001.)
Sastav 1998. godine snima novi demouradak, Promo 1998, koji nikad nije bio službeno objavljen, već je bio podijeljen isključivo diskografskim kućama. Demo je privukao pažnju kuće The End Records koja im je uskoro ponudila glazbeni ugovor. Nakon potpisivanja ugovora Agalloch 1999. godine objavljuje svoj debitantski album Pale Folklore. Zbog prerade nekoliko ranijih demopjesama album je pokazivao manjak black metal utjecaja te se više odlikovao neofolklornim elementima i neoklasičnim interludijima. Ubrzo nakon što je snimanje albuma bilo privedeno kraju, Breyer je napustio sastav zbog manjka glazbenog interesa.
Nakon kratke pauze u aktivnosti sastav 2001. godine objavljuje EP Of Stone, Wind, and Pillor, kojeg je sačinjavao prethodno neobjavljen glazbeni materijal skladan između 1998. i 2001. godine. EP je pokazivao veći utjecaj neoklasičnih i eksperimentalnih elemenata od Pale Folklorea te je također uključivao obradu pjesme "Kneel to the Cross" neofolk grupe Sol Invictus. Ta će obrada kasnije biti naknadno objavljena na Sol Lucet Omnibusu, kompilaciji obrada pjesama Sol Invictusa, koju je objavila francuska diskografska kuća Cynerfierrd.

### The Mantle(2002. – 2005.)
Tijekom 2001., pa sve do početka 2002. godine Agalloch snima svoj drugi studijski album, The Mantle, koji karakterizira izniman utjecaj post-rocka. Slike u knjižici albuma sadržavale su fotografije javnih kipova i fontana u centru Portlanda. Objava albuma označila je i veću pozornost medija prema Agallochu, što je grupi omogućilo intervjue s poznatijim časopisima.
Poslije objavljivanja albuma, Agalloch 6. ožujka 2003. po prvi put nastupa u Portlandu, nakon čega nastupa na još nekoliko koncerata u ožujku. Naknadno u svibnju iste godine sastav odlazi i na turneju na Zapadnu obalu SAD-a.
Dva su sljedeća glazbena izdanja sastava, Tomorrow Will Never Come - sedmoinčni singl (objavljen je u The End-ovom Infinite Vinyl Series-u 2003. godine) i The Grey - EP (objavljuje ga Vendlus Records 2004. godine) predstavila Agallochovu eksperimentalniju stranu, sadržavajući remiksane i prerađene verzije pjesama s The Mantlea te novu post-rock naslovnu pjesmu na B-strani Tomorrow Will Never Come-a. Agalloch nastupa na nekoliko koncerata na Istočnoj obali Sjeverne Amerike 2004. godine.
Agalloch 2004. godine objavljuje svoj split desetoinčni singl koji karakterizira tematika prirode. Objavljuje ga zajedno s finskim sastavom Nest. Na A-strani singla predstavljen je Agallochov skupni neofolk glazbeni rad, dok je Nestova pjesma (koja je bila više elektronički i koncentrirano perkusijski rad) uključivala Haughmove i Andersonove vokalne i gitarističke doprinose.
Dvostruka vinilna reizdanja albuma The Mantle i Pale Folklore objavljena su 2005. u ograničenim količinama unutar drvenih kutija, zajedno s novim naslovnicama za oba albuma u spomen na jedini nastup sastava 2005. godine na festivalu Day of the Equinox održanom u Torontu 14. listopada 2005.

### Ashes Against the GrainiThe White(2006. – 2008.)
The End Records 8. kolovoza 2006. godine objavljuje Ashes Against the Grain, treći studijski album grupe. Album karakterizira manjak pozornosti na akustične gitare (koje su na The Mantleu bile istaknutije) te veći naglasak na električne gitare i elemente metal glazbe, koji daju albumu znatno drugačiji zvuk od svojih prethodnika.
Na prethodnim je albumima bubnjeve svirao Haughm, no kako se htio više usredotočiti na skladanje i sviranje gitare, glavnina je bubnjarskih dužnosti bila podređena Chrisu Greeneu, koji se priključio sastavu 2003. kako bi nastupao na koncertima. On je svirao bubnjeve na svim pjesmama osim "Falling Snow" i "Not Unlike the Waves". Nakon turneje diljem Europe 2006. godine Greene napušta sastav te ga zamjenjuje Aesop Dekker iz grupe Ludicra.
Ashes Against the Grain zaključio je Agallochove ugovorne obveze s The End Records te je u travnju 2008. sastav odbio obnoviti ugovor.
Agalloch 29. veljače 2008. objavljuje The White, drugu polovicu (te stilističkog suparnika) svojeg dvodjelnog EP glazbenog izdanja za Vendlus. Kao i The Grey, album je bio ograničen na 2000 primjeraka. The White se sastojao od mračne folklorne/ambijentalne glazbe skladane između 2004. i 2007. godine koju je karakterizirao zvuk srodniji glazbenom pristupu s akustičnom gitarom, kao što je prikazano na albumu The Mantle. Pjesme "The Isle of Summer", "Sowilo Rune" i "Summerisle Reprise" bazirane su na filmu The Wicker Man iz 1973. godine te su se u svim trima pjesmama koristili i zvukovne uzorci iz filma. Pjesma "Birch White" sadržava tekst pjesme autora A.S.J. Tessimonda pod imenom "Birch Tree". "Sowilo Rune" objavljena je na Agallochovoj službenoj MySpace stranici otprilike dva mjeseca prije objave samog albuma.

### The Demonstration ArchiveiMarrow of the Spirit(2008. – 2013.)
Agalloch 4. kolovoza 2008. objavljuje kompilaciju The Demonstration Archive 1996–1998, koju objavljuje diskografska kuća Licht von Dämmerung Arthouse. Kompilacija se sastojala od materijala snimljenog između 1996. i 1998. te je uključivala demouratke From Which of This Oak i Promo 1998 te EP Of Stone, Wind, and Pillor.
From Which of This Oak 12. kolovoza 2009. ponovno objavljuje njemačka diskografska kuća Eisenwald Tonschmiede.
Agalloch je snimio pjesmu "Nebelmeer" s njemačkim umjetnikom Mathiasom Grassowom za kompilaciju Der Wanderer über dem Nebelmeer (hrvatski: "Lutalica iznad mora magle"), koju je u ožujku 2010. godine objavila kuća Pest Productions.
Kompilaciju od dva CD-a imena The Compendium Archive 1996 – 2006 20. ožujka 2010. objavljuje Licht von Dämmerung Arthouse, ograničenu na 250 primjeraka. Album je trebao biti prodavan isključivo samo na dvama koncertima sastava u Rumunjskoj tijekom ožujka 2010., no sastav naknadno u svibnju 2010. godine prodaje 85 neprodanih primjeraka na eBayu. Prvi je disk bio potpuna kopija The Demonstration Archive-a, dok je drugi disk sadržavao glazbeni materijal snimljen između 2000. i 2006. koji je bio prethodno objavljen na Of Stone, Wind, and Pillor, Tomorrow Will Never Come te na splitu s Nestom, uključujući i alternativne verzije pjesama s albuma The Mantle i Ashes Against the Grain te nekoliko prethodno neobjavljenih pjesama.
Agalloch 7. lipnja 2010. izjavljuje na MySpaceu kako će njihov četvrti album objaviti kanadska diskografska kuća Profound Lore Records, koja je također 2005. godine objavila i prva dva Agallochova albuma u vinilnoj inačici. Sastav je također izjavio kako će album biti sniman između lipnja i srpnja 2010., no nije objavio ni naziv albuma ni konkretan datum izlaska.
Agalloch 21. rujna 2010. službeno objavljuje naziv svojeg četvrtog studijskog albuma: Marrow of the Spirit. Album sredinom studenog 2010. godine objavljuje Profound Lore.
U intervjuu s časopisom Exclaim! u pogledu produkcije na Marrow of the Spirit, Haughm je izjavio: "Željeli smo album koji bi zvučao življe i stvarnije....Naš je posljednji album bio pomalo previše mehaniziran i previše dotjeran; to nas je pomalo uznemirilo i stoga smo ponovno koristili starije metode kojima smo se služili na svojim demouradcima i prvom albumu kako bismo pokušali vratiti organskiji osjećaj."
Turnejsku su verziju albuma Marrow of the Spirit objavile diskografske kuće Licht von Dämmerung i Profound Lore. Ta je inačica albuma uključivala CD, karte sa slikama te bonus sedmoinčni CD s dvije pjesme: "Nihil Totem" i "The Weight of Darkness".
Agalloch 26. lipnja 2012. objavljuje EP Faustian Echoes koji objavljuje Licht von Dämmerung Arthouse; EP se sastoji samo od jedne 21-minutne pjesme (najdulje pjesme koju je Agalloch ikad napisao). Agalloch u srpnju i kolovozu 2012. odlazi na turneju diljem Sjeverne Amerike kako bi podržao album.

### The Serpent & the Sphere,Alpha Serpentis (Unukalhai)i raspad (2013. – 2016.)
Dana 13. listopada 2013. Agalloch izjavljuje kako je "započeo rad na novom albumu". Sastav 31. siječnja 2014. izjavljuje kako će album The Serpent & the Sphere 13. svibnja objaviti diskografska kuća Profound Lore.
Slijedeći izdanje u SAD-u, album je 16. svibnja objavljen u Njemačkoj 16 te 19. svibnja u ostatku Europe. Na albumu je kao gostujući akustični gitarist nastupio Nathanaël Larochette iz grupe Musk Ox.
Licht von Dämmerung Arthouse 16. svibnja iste godine objavljuje sedmoinčni vinilni singl pjesme s albuma pod imenom "Alpha Serpentis (Unukalhai)", pripisan Agallochu i Nathanaëlu Larochetteu i ograničen na 350 primjeraka.
Nakon 20 godina postojanja, 13. svibnja 2016. članovi sastava na svojoj službenoj Facebook stranici objavljuju svoje raspuštanje.

## Glazbeni stil
Agallochova se glazba ističe progresivnom i avangardnom inačicom folk metal glazbe koja obuhvaća eklektičan raspon glazbenih žanrova, kao što su neofolk, post-rock, black metal i doom metal.
Uobičajene teme koje prevladavaju Agallochovim slikovnim izražajem i subjektivnom tematikom uključuju ljepotu prirode, zimu, melankoliju i aluzije na paganizam predaka.
Agalloch također ponekad koristi i netradicionalne instrumente kao što je primjerice jelenova lubanja. U pjesmi "The Lodge" Haughm je udarao o jelenovu lubanju kako bi stvorio neuobičajeni zvuk škljocanja.
U intervjuu s Wicked Worldom 1999. Haughm i Walton, koje je intervjuirao Dan Tobin, nabrojili su vlastite glazbene uzore spominjući Katatoniu, Ulver, The 3rd and the Mortal, Swans i Godspeed You! Black Emperor. U drugom intervjuu s webzineom Metal Rules sastav je kao uzore također nabrojio i filmske autore kao što su Alejandro Jodorowsky, Jim Jarmusch i Ingmar Bergman. Sastav je također citirao i neka književna djela, kao što je prikazano na EP-u Faustian Echoes.

## Članovi sastava
| Konačna postava - John Haughm − vokali, gitara (1995. – 2016.), bubnjevi (1996. – 2004.), bas-gitara (1997.) | Bivši članovi - Shane Breyer − klavijature (1996. – 1998.) - Chris Greene − bubnjevi (2004. – 2007.) - Don Anderson − gitara, klavijature, prateći vokali (1995. – 2016.) - Jason William Walton − bas-gitara (1997. – 2016.) - Aesop Dekker − bubnjevi (2007. – 2016.) |

## Diskografija
Studijski albumi
- Pale Folklore (1999.)
- The Mantle (2002.)
- Ashes Against the Grain (2006.)
- Marrow of the Spirit (2010.)
- The Serpent & the Sphere (2014.)

EP-ovi
- Of Stone, Wind, and Pillor (2001.)
- Tomorrow Will Never Come (2003.)
- The Grey (2004.)
- The White (2008.)
- Faustian Echoes (2012.)

Singlovi
- Tomorrow Will Never Come (2003.)
- Agalloch / Nest split s grupom Nest (2004.)
- "Alpha Serpentis (Unukalhai)" s Nathanaëlom Larochetteom (2014.)

Kompilacije
- The Demonstration Archive 1996 – 1998 (2008.)
- The Compendium Archive 1996 – 2006 (2010.)
- Wooden Box (2010.)
- Whitedivisiongrey (2011.)

Demo uradci
- From Which of This Oak (1997.)
- Promo 1998 (1998.)

Videografija
- The Silence of Forgotten Landscapes (2009.)
- "Bloodbirds" on Fall into Darkness 2009 live DVD (2010.)

## Vanjske poveznice

### Sestrinski projekti
|  | Zajednički poslužitelj ima još gradiva o temi Agalloch |

### Mrežna mjesta
- Službene stranice sastava
- Agalloch na MySpaceu
- Intervju s Agallochom (autor Dan Tobin)
- Agalloch na Encyclopaedia Metallum